# Ellen Nisbeth
Ellen Maria Nisbeth, född 16 juni 1987 i Uppsala, är en svensk violast.

## Biografi
Nisbeth har sin utbildning från Kungl. Musikhögskolan i Stockholm, Norges Musikhögskola och Royal College of Music, London, med professor Peter Herresthal som huvudlärare.
Hon har framträtt som solist med bland annat Trondheim Symfoniorkester, Bergen Filharmoniske Orkester, Orkester Norden, Sveriges Radios symfoniorkester, Kringkastingsorkestret, Dalasinfoniettan och Göteborgs Symfoniker.
Nisbeth är också kammarmusiker och har spelat på bland annat Festspillene i Bergen, Verbier Festival, Risør Kammermusikkfestival, Trondheim Internasjonale Kammermusikkfestival, Stavanger Kammermusikkfestival, Oslo Kammermusikkfestival, Vinterfest och Raumo Festivo.
Utöver att hon är verksam som solist och kammarmusiker, är Nisbeth anställd som undervisningsassistent vid Norges Musikkhøgskole.

## Utmärkelser
2012 vann Ellen Nisbeth Kungliga Musikaliska Akademiens solistpris, som första altviolinist någonsin. "Motiveringen handlade om hur hon sätter musiken i fokus med sin fullödiga teknik och hur hon skapar en ärlig kommunikation med publiken genom sin starka scennärvaro." 
2013 vann hon Den norske solistpris.
2014 tilldelat Giresta kyrkas stipendium från Anders Walls Stiftelser.
År 2023 tilldelades Ellen Nisbeth Sixten Gemzéus stora musikstipendium.